# Lucie Fischer
Lucie Fischer (* 19. Januar 1926; † 25. August 2018), später Lucie Schleder, war eine deutsche Gewerkschafterin und Politikerin. Sie war von 1950 bis 1954 Abgeordnete der Volkskammer der DDR.

## Leben
Lucie Fischer, Tochter einer Arbeiterfamilie, besuchte die Volksschule. Sie wurde Mitglied der Sozialistischen Einheitspartei Deutschlands (SED) und des Freien Deutschen Gewerkschaftsbundes (FDGB). Sie besuchte eine Betriebsfunktionärschule und arbeitete als Abteilungsleiterin im Elektro-Armaturen-Werk in Steinbach, Kreis Bad Salzungen. Von 1950 bis 1954 war sie als Mitglied der FDGB-Fraktion Abgeordnete der Volkskammer in der 1. Wahlperiode. Sie kam unter dem Namen Lucie Fischer über die Einheitsliste der Nationalen Front in die Volkskammer.
Lucie Fischer wurde als Aktivistin ausgezeichnet. Sie war verheiratet und wohnte in Steinbach, Kälberzahl. Später nahm sie in zweiter Ehe den Namen Schleder an.